# Comitatenses
Comitatenses in pozneje palatini so bile pehotne enote terenskih vojsk poznega Rimskega cesarstva. Comitatenses so nadomestili legionarje, ki so od pozne republike tvorili hrbtenico rimske vojske. 

## Organizacija
Enote, kot sta bili Joviani in Herculiani, so imele 5000 vojakov in 726-800 konjenikov, sicer pa se je bila velikost enot zelo različna. Obstajale so tri vrste enot: težka pehota, srednja pehota in lahka pehota. Comitatenses so bili težka pehota. Srednjo pehoto so tvorile pomožne enote, auxilia palatina in peltasti, lahko pehoto pa psiloji. Komitski polki so šteli 1024 vojakov. Komitske legije so imele 6.000 do 7.000 vojakov. Del teh vojakov je bil lahko oborožen, drugi del pa težko oborožen. Med bitko se je vojska razdelila na 3-4 divizije. Vojska je za zaščito svojega zaledja lahko uporabila dvojno falango. Rezerve so bile nameščene za vsako divizijo ali med njimi.

## Poveljniška struktura
- comes
- primicerius (poveljnik prve kohorta)
- ducenarius (poveljnik 200 vojakov)
- centenarius (poveljnik 100 vojakov)
- centenarius protector
- centenarius ordinarius
- centenarius ordinatus
- biarhus (bivši optio)
- semisallis

## Taktika in uporaba
V poznem Rimskem cesarstvu je bila vojska razdeljena na dve veliki enoti: mejno stražo (limitanei) in mobilno vojsko, sestavljeno iz comitatenses. Limitanei so se ukvarjali z manjšimi napadi in med večjimi vdori  poskušali zadržati napadalce tako dolgo, da so  prispeli comitatenses. Ta strategija je bila opisana kot "globinska obramba". Da bi ohranil svoje moštvo, so se generali po svojih najboljših močeh izogibali bitkam. Namesto da bi napadle sovražnika, so legije oblikovale obrambni zid in čakale na sovražnikov napad. Rimska vojska je bila vrhunsko koordinirana. Terenski vojski comitatenses je v zatiranju uporov praviloma poveljeval cesar.

## Seznam enotcomitatenses
Med enotami, omenjenimi v Notitia Dignitatum, so naslednje enote: 

### Pod zahodnimmagistrom peditum
1. Undecimani (prvotno sestavljeni iz XI. legije Claudiae, Mezija)
2. Secundani Italiciani (prvotno sestavljeni iz II. legije Italica, Afrika)
3. Tertiani Italica (prvotno sestavljeni iz III. legije Italica, Ilirik)
4. Tertia Herculea, Ilirik
5. Secunda Britannica, Galija
6. Tertia Iulia Alpina, Italija
7. Prima Flavia Pacis, Afrika
8. Secunda Flavia Virtutis, Afrika
9. Tertia Flavia Salutis, Afrika
10. Secunda Flavia Constantiniana, Tingiška Mavretanija
11. Tertioaugustani (III. legija Augusta)

### Pod magistrom militum vzhoda
1. Quinta Macedonica (V. legija Macedonica)
2. Septima gemina (VII. legija Gemina)
3. Decima gemina (X. legija Gemina)
4. Prima Flavia Constantia
5. Secunda Flavia Virtuti, Afrika
6. Secunda Felix Valentis Thebaeorum
7. Prima Flavia Teodosiana

### Pod magistrom militum Trakije
1. I. legija Maximiana
2. III. legija Diocletiana
3. Tertiodecimani (XIII. legija Gemina ?)
4. Quartodecimani (XIV. legija Gemina ?)
5. Prima Flavia gemina
6. Secunda Flavia gemina